# Pangio incognito
Pangio incognito är en fiskart som beskrevs av Maurice Kottelat och Lim, 1993. Pangio incognito ingår i släktet Pangio och familjen nissögefiskar. Inga underarter finns listade i Catalogue of Life.